# Mossoró
Mossoró és un municipi brasiler de l'interior de l'estat de Rio Grande do Norte, capital de la regió semiàrida del Brasil. Ocupa una superfície aproximada de 2.100 km², sent el municipi més gran de l'estat pel que fa a superfície, a 281 quilòmetres de distància de la capital de l'estat, Natal. Amb una població de 264.577 habitants, segons el cens demogràfic de 2022, és el segon municipi més poblat de Rio Grande do Norte, després de la capital, el més poblat de l'interior de l'estat i el 108è del Brasil.

## Toponímia
L'origen del topònim "Mossoró" no es coneix amb certesa, però hi ha diverses versions explicades sobre aquest tema. Es diu que el nom prové de "Monxoró", nom atribuït als primers indígenes que van habitar la comarca. Altres diuen que el nom prové de "Mororó", un arbre resistent i flexible.
Segons les normes ortogràfiques actuals de la llengua portuguesa, l'ortografia correcta és Moçoró, ja que es prescriu l'ús de la lletra "ç" per a les paraules d'origen tupí. El nom prové del tupí i significa erosió, tall, ruptura. Amb els anys, la grafia es va canviar a mo-so-'roka, mossoró i finalment a moçoró. Del mateix mot prové moçoroense, que és el nom que reben els nascuts al municipi.

## Història i cultura

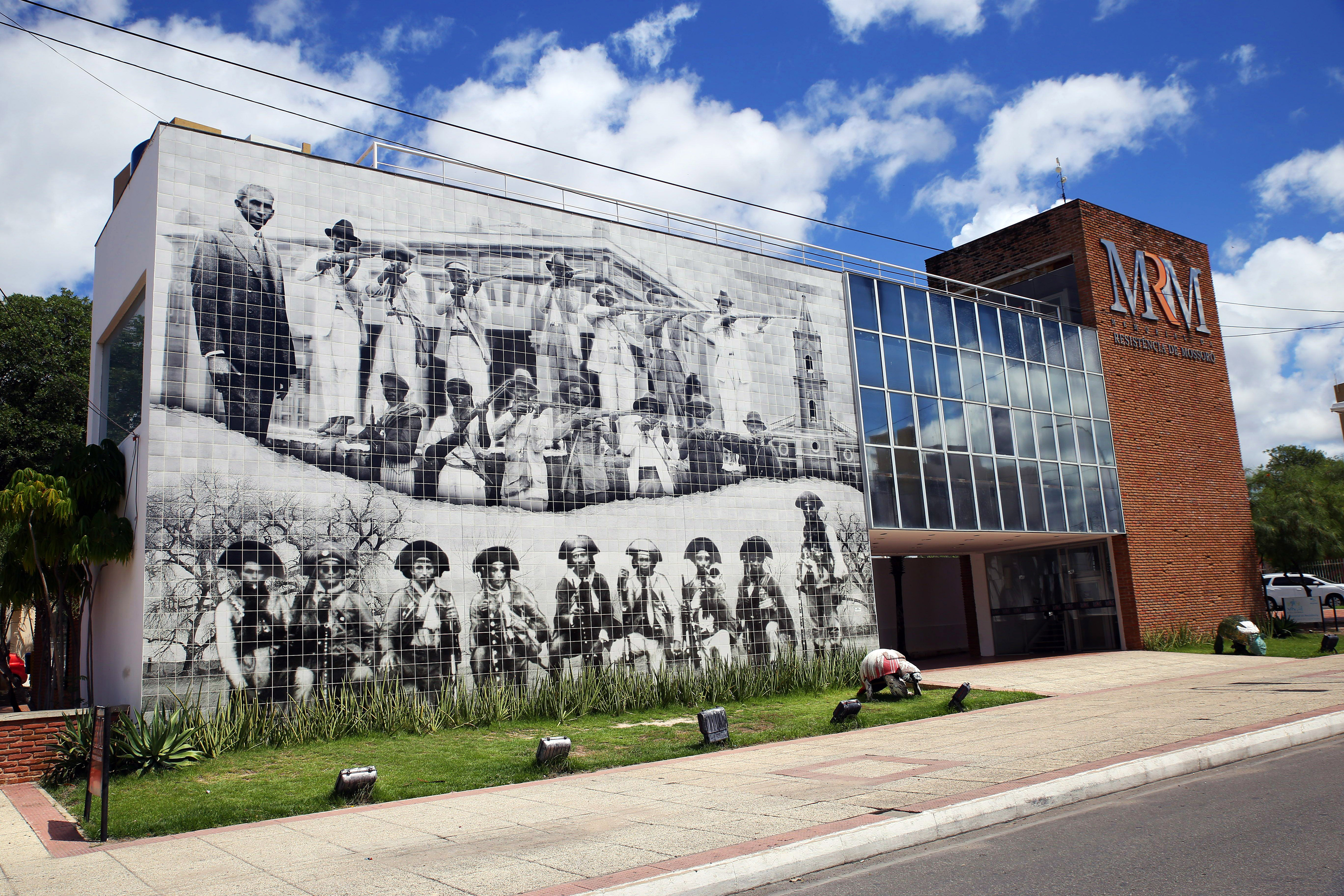
Edifici principal del "Memorial da Resistência Mossoroense", un museu que té exposicions que destaquen la invasió de la ciutat per la banda de Lampião el 1927.

Separat d'Assu el 1852, la història del municipi està marcada per fets notoris, entre els quals l'abolició de l'esclavitud (1883), cinc anys abans de la Llei Àuria, el primer vot femení i la resistència històrica a la banda del cangaceiro Lampião (1927). Bastió cultural de Rio Grande do Norte, Mossoró també destaca pel seu turisme de negocis.
Les festes que se celebren a la ciutat atreuen anualment un gran nombre de turistes, com el Mossoró Cidade Junina, un dels arraiás més grans del Brasil, i l'«Auto da Liberdade», l'espectacle brasiler més gran en un escenari a l'aire lliure.

## Economia
Situat entre dues capitals, Natal i Fortaleza, ambdues comunicades per la carretera BR-304, que envolta el municipi, Mossoró és una de les principals ciutats de l'interior del Nord-est i està experimentant un intens creixement econòmic i d'infraestructures, sent una de les ciutats brasileres mitjanes més atractives per a la inversió al país. El municipi és un dels majors productors nacionals de petroli terrestre i la seva economia destaca el cultiu de fruites de regadiu, en gran part enfocat a l'exportació.